# Radolfzeller Aach
Il Radolfzeller Aach è un corso d'acqua tributario del lago Costanza lungo 32 km che scorre in Germania e più precisamente nella parte meridionale del Baden-Württemberg.
Il fiume nasce a circa 475 m s.l.m.  dalla più grande sorgente tedesca situata nei pressi della cittadina di Aach e dopo un breve corso impetuoso si getta nell'Untersee, il più meridionale dei due rami occidentali del lago di Costanza.  La sorgente, una delle più cospicue d'Europa (sino a 20.000 litri d'acqua al secondo) ha origine da un fenomeno di tipo carsico: si tratta infatti di parte delle acque del Danubio che si perdono in un canale sotterraneo presso Immendingen, 12 km più a nord, e che sgorgano ad Aach con una portata variabile tra i 1.300 e i 24.000 l/s a seconda della stagione.
Dopo un breve corso diretto dapprima verso sud in direzione di Singen e poi verso oriente il fiume sfocia nell'Untersee, il ramo meridionale del lago di Costanza, alimentando quindi il Reno.

## Principali città attraversate
- Radolfzell sul Lago di Costanza
- Singen